# Юшківці (Стрийський район)
Юшкі́вці — село в Україні, в Стрийському районі Львівської області. Населення становить 187 осіб. Орган місцевого самоврядування — Ходорівська міська громада. З 1729 року в селі знаходиться дерев'яна церква св. Івана Богослова (перебудовна у 1925 році).

## Історія
У податковому реєстрі 1515 року в селі документується млин і 1 1/2 лану (близько 37 га) оброблюваної землі.

Війт села польських часів ХХ ст. Дейнека Григорій Миколайович з дружиною Франків Параскою Юріївною

Юшківці (пол. Juszkowce) — село, в минулому належало до повіту бібрського, за 16 км на південь від Бібрки, за 4 км на схід від станції залізничної в Бориничах. На північний захід лежать Чижичі, на північний схід Дев'ятники, на схід Ятвяги, на південь Голдовичі, на південний захід Бориничі. Від заходу на схід тече кілька потічків незначних, які зливаються в потік, що втікає в Дев'ятниках до Соколівки. У долині потоку лежить село, на південь від них колись був панський фільварок; та частина території підноситься від 260 до 270 м. На північний захід лежить ліс з піком 339 метрів висоти.
У 1882 році до панського двору належало полів орних 198, лугів і городів 36, пасовищ 2, лісу 335 австрійських моргів; селянська громада володіла: полів орних 477, лугів і городів 70, пасовищ 20 моргів. По списку з 1880 року було 387 мешканців в гміні, 24 на території панського двору; по шематизму з 1881 року мешканців окреслено римо-католиками 15 осіб, греко-католиками 360. Парафія римо-католицька була в Соколівці, греко-католицька в Голдовичах. В селі була каса позичкова гмінна з капіталом в 1360 злотих. В XV ст. село належало Павлу Юрковському; після нього його отримав Павлів племінник по сестрі Прокіп Корава (див. «Акти земські і гродські», т.7, ст. 146).
24 серпня 2010 року (на День Незалежності України) в селі відкрито Музей ім. Ярослави Стецько в приміщенні старої школи.

## Політика

### Парламентські вибори, 2019
На позачергових парламентських виборах 2019 року у селі функціонувала окрема виборча дільниця № 460313, розташована у приміщенні народного дому.
На вибори було зареєстровано 115 виборців, явка склала 54,78 %, найбільше голосів віддано за «Європейську Солідарність» — 58,73 %, за Всеукраїнське об'єднання «Свобода» — 11,11 %, за Всеукраїнське об'єднання «Батьківщина» і «Голос» — по 9,52 %. В одномандатному окрузі найбільше голосів отримав Олег Канівець (Громадянська позиція) — 37,10 %, за Андрія Кота (самовисування) — 32,26 %, за Володимира Гаврона (Голос) — 16,13 %.

## Відомі люди

### Проживали
- Стецько Ярослава Йосипівна (1920-2003) — українська політична діячка, журналістка, співорганізатор Червоного Хреста УПА, жіночої мережі і юнацтва ОУН. У міжвоєнний період працювала вчителем у Юшківцях[4].

### Померли
- Вільшинський Богдан Васильович (1910-1944) — командир сотні УПА, командир УНС Дрогобицької області, командир ВО-5 «Маківка».
- Позичанюк Йосип Іванович (1913-1944) — Держсекретар інформації і пропаганди в УДП, політичний керівник УПА, голова Бюро інформації УГВР, полковник УПА.
- Цмоць Костянтин (1914-1944) — окружний Провідник ОУН Стрийщини у 1939-1941.